# Stratford-upon-Avon
Stratford-upon-Avon is een stad en een civil parish in het bestuurlijke gebied Stratford-on-Avon, in het Engelse graafschap Warwickshire. De plaats telt 27.445 inwoners.
Stratford is wereldwijd bekend als geboorteplaats en plaats van overlijden van William Shakespeare. De stad dateert uit de tijd van de Angelsaksen en was al in de Middeleeuwen een belangrijke marktplaats. De huidige werkgelegenheid in Stratford wordt gevormd door aluminiumindustrie, botenbouw, de agrarische industrie, een bierbrouwerij en de fabricage van stalen meubelen.
De belangrijkste bron van inkomsten is echter het toerisme. Jaarlijks bezoeken ruim 2 miljoen mensen de stad omwille van de beroemdste inwoner ooit. 
De stad is ontstaan bij een voorde (ford) in een straat (strat) door de rivier de Avon. Langs de oever van de rivier staat het Royal Shakespeare Theatre, het theater van de wereldberoemde Royal Shakespeare Company. Dit gezelschap heeft nog twee kleinere gebouwen in Stratford: de Swan, uitgevoerd zoals theaters eruitzagen in de tijd van koningin Elizabeth I, en The Courtyard theatre (voorheen The Other Place), een zogeheten 'black box theater', waar stukken worden opgevoerd met een minimum aan technische hulpmiddelen.
Andere toeristische attracties zijn het geboortehuis van Shakespeare, Hall's Croft (waar zijn dochter Susanna heeft gewoond) en New Place, de plek waar Shakespeare zelf een huis bezat.
Verder is er de Holy Trinity Church, waar de toneelschrijver werd gedoopt en is begraven. Ook zijn vrouw ligt hier begraven.
Even buiten de stad staan het huis van Anne Hathaway, het voormalige woonhuis van zijn vrouw Anne, en Mary Arden's House, het voormalige woonhuis van zijn moeder.
Tevens groeide Gordon Ramsay op in deze stad.
Naast de vele gebouwen die herinneren aan Shakespeare, vindt men iets buiten het centrum ook een paardenrenbaan. Daarnaast is het Mad museum er gevestigd, met een kleine collectie kinetische kunst.

## Geboren
- William Shakespeare (1564-1616), toneelschrijver, dichter en acteur
- Adrian Newey (1958), ontwerper in de racesport
- Tim Dutton (1964), acteur